# Valentina Prudskova
Valentina Aleksándrovna Prudskova –en ruso, Валентина Александровна Прудскова– (27 de diciembre de 1938-23 de agosto de 2020) fue una deportista soviética que compitió en esgrima, especialista en la modalidad de florete.
Participó en dos Juegos Olímpicos de Verano en los años 1960 y 1964, obteniendo dos medallas, oro en Roma 1960 y plata en Tokio 1964. Ganó siete medallas en el Campeonato Mundial de Esgrima entre los años 1958 y 1966.

## Palmarés internacional
| Juegos Olímpicos   | Juegos Olímpicos            | Juegos Olímpicos  | Juegos Olímpicos    |
| Año                | Lugar                       | Medalla           | Prueba              |
| ------------------ | --------------------------- | ----------------- | ------------------- |
| 1960               | Roma (Italia)               | Medalla de oro    | Florete por equipos |
| 1964               | Tokio (Japón)               | Medalla de plata  | Florete por equipos |
| Campeonato Mundial |                             |                   |                     |
| Año                | Lugar                       | Medalla           | Prueba              |
| 1958               | Filadelfia (Estados Unidos) | Medalla de oro    | Florete por equipos |
| 1959               | Budapest (Hungría)          | Medalla de plata  | Florete por equipos |
| 1961               | Turín (Italia)              | Medalla de oro    | Florete por equipos |
| 1962               | Buenos Aires (Argentina)    | Medalla de plata  | Florete por equipos |
| 1965               | París (Francia)             | Medalla de oro    | Florete por equipos |
| 1965               | París (Francia)             | Medalla de bronce | Florete individual  |
| 1966               | Moscú (URSS)                | Medalla de oro    | Florete por equipos |